# 傅綱
傅綱（1396年—？），字大常，江西撫州府臨川縣人，民籍。明朝政治人物。進士出身。

## 生平
江西鄉試中舉。宣德八年（1433年）癸丑科會試第三十七名，殿試登進士第二甲第十九名。

## 家族
曾祖傅友雲。祖父傅景韶，曾任內丘縣知縣。父亲傅孟昇。